# Jean-Lou Païani

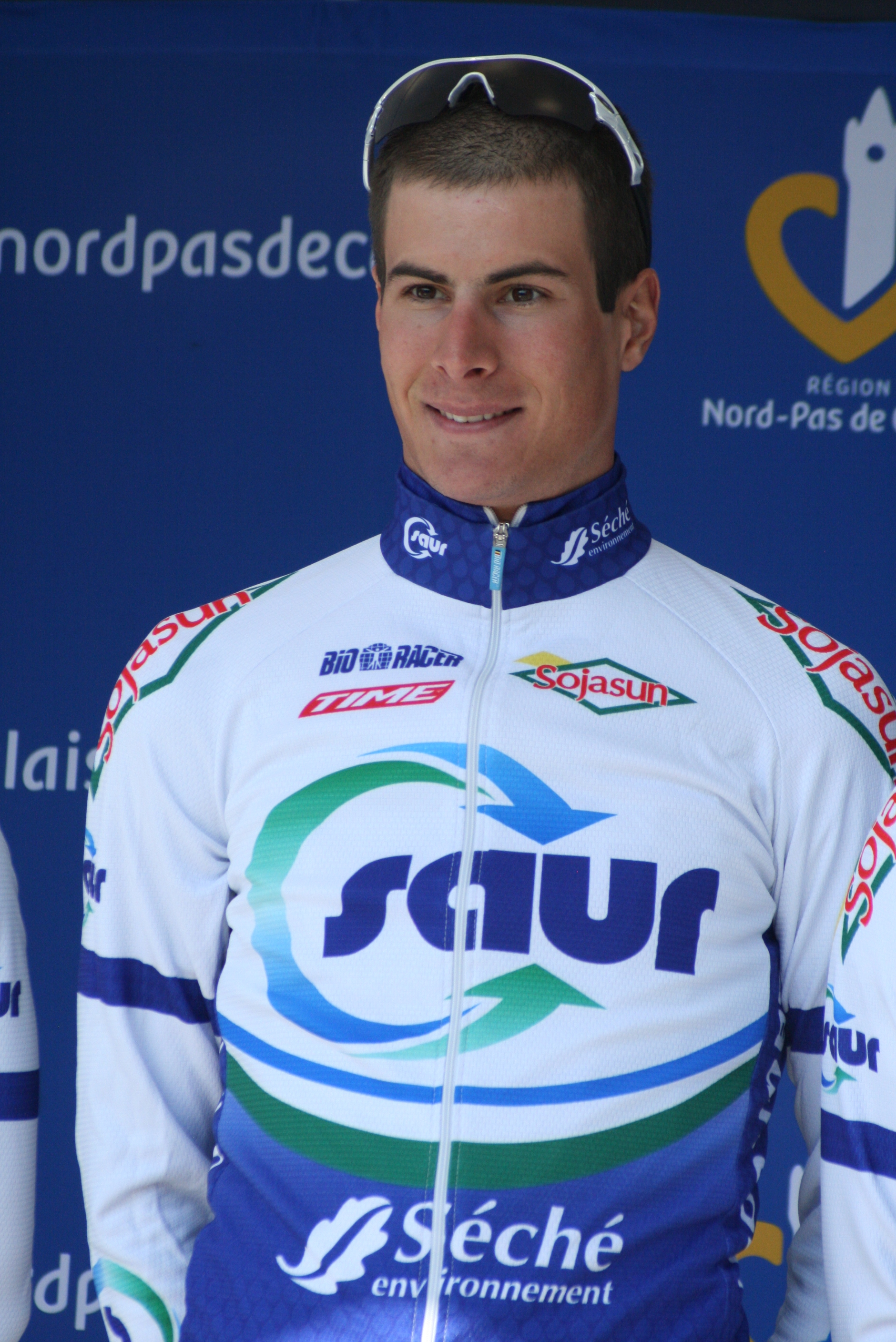
Jean-Lou Païani bei den Vier Tagen von Dünkirchen 2011

Jean-Lou Païani (* 23. Dezember 1988) ist ein französischer Radrennfahrer.
Païani gewann 2009 eine Etappe  der Tour de l’Avenir. Außerdem belegte er bei den U23-Austragungen der Ronde van Vlaanderen den siebten Platz und bei Paris–Roubaix den sechsten Platz. Im nächsten Jahr wurde er Dritter der Gesamtwertung bei Kreiz Breizh Elites.
Von 2011 bis 2013 fuhr er für das französische Professional Continental Team Saur-Sojasun. Er beendete seine Karriere 2014 beim Continental Team Roubaix Lille Métropole, mit dem er das Mannschaftszeitfahren der Paris-Arras Tour gewann.

## Erfolge
2009
- eine Etappe Tour de l’Avenir

2014
- Mannschaftszeitfahren Paris-Arras Tour

## Teams
- 2011 Saur-Sojasun
- 2012 Saur-Sojasun
- 2013 Sojasun
- 2014 Roubaix Lille Métropole